# Військово-морська академія США

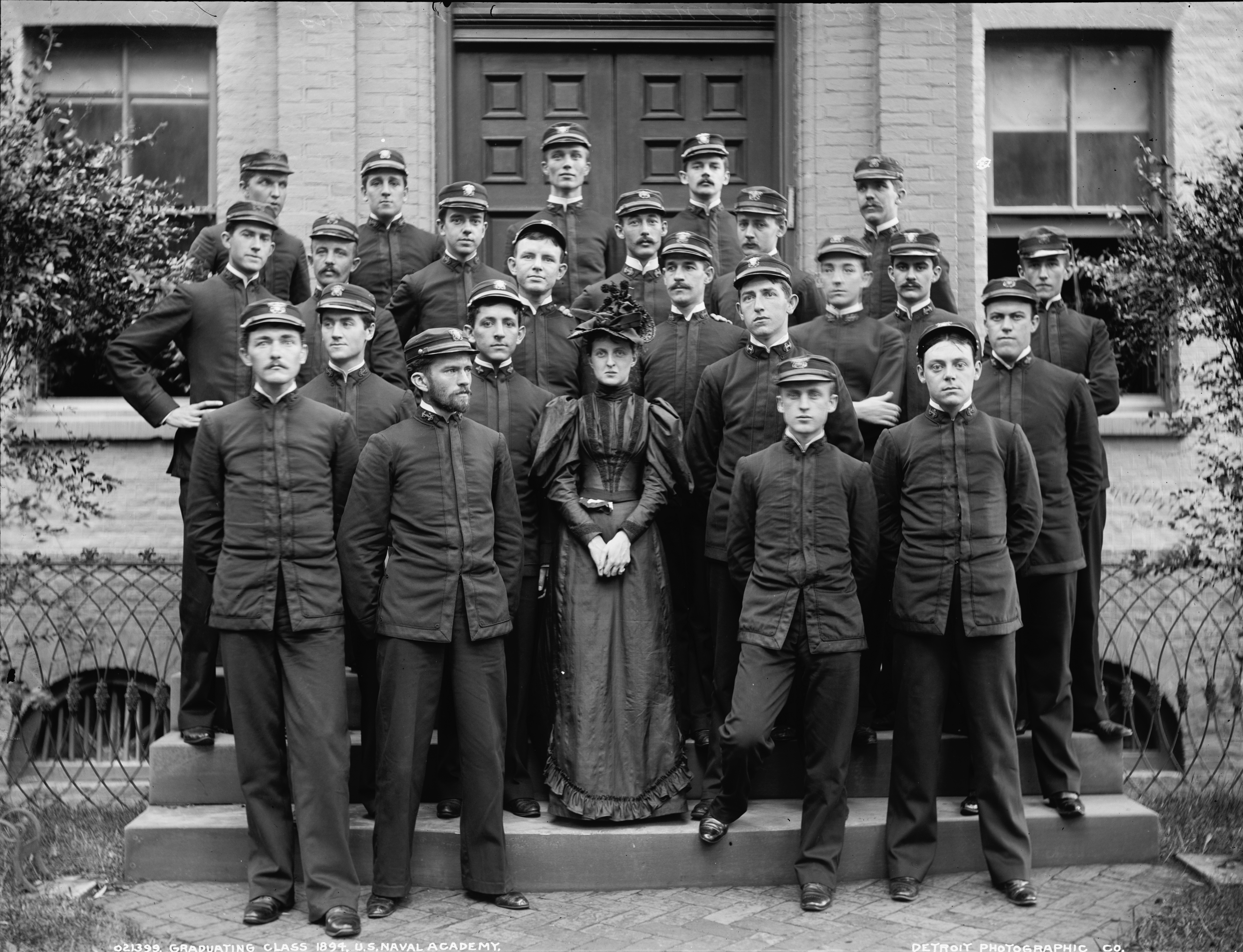
Випуск 1894 року

Перші учениці академії, 1976

Військово-морська академія США (англ. United States Naval Academy) — військова академія, у якій готують офіцерський склад для ВМС США і корпусу морської піхоти США.
Академія розташована у м. Аннаполіс (штат Меріленд, США).

## Історія
Академію як школу було засновано в 1845 році військово-морським міністром Джорджем Банкрофтом. Школа відкрилась 10 жовтня з першими 50 курсантами і 7 викладачами. Курс навчання мав такі предмети: навігація, артилерія, парові машини, хімія, англійська мова, французька мова і натурфілософія.
Під час Американо-мексиканської війни (1846—1848) академія випустила 90 офіцерів флоту.
У 1850 році було запроваджено навчальну форму, академії надано перший навчальний корабель. У 1853 році в академії було змонтовано систему газового опалення і освітлення, одну з перших у США.
Під час Громадянської війни в США (1861—1865) 400 випускників академії служили у флоті Союзу, 95 у флоті Конфедерації, 23 було вбито в бою або померли від поранень. На час війни академію було евакуйовано до Ньюпорта (Род-Айленд), повернено до Аннаполіса в 1865 році.
Надалі академія поступово розширялася, запроваджувалися нові предмети, розбудовувалась матеріальна база. У 1882 році академія почала готувати офіцерів не тільки для флоту, але й для корпусу морської піхоти.
Після Іспансько-американської війни (1898 рік) значення академії зросло. У 1899—1906 рр. будівлі академії було перебудовано й розширено.
У 1911 році в академії було збудовано перший військово-морський аеродром США, у 1913 році — його переведено до Пенсаколи у штаті Флорида.
У 1933 році спеціальною ухвалою Конгресу США було надано право присвоювати ступені бакалавра.
У 1941 році крім звичного навчання було проведено навчання офіцерів запасу. Підготовлено 3319 офіцерів.
У 1949 році випускником академії вперше став афроамериканець.
Революційним рішенням 1975 року допуск до навчання в академії було надано жінкам.

## Прийом і навчання

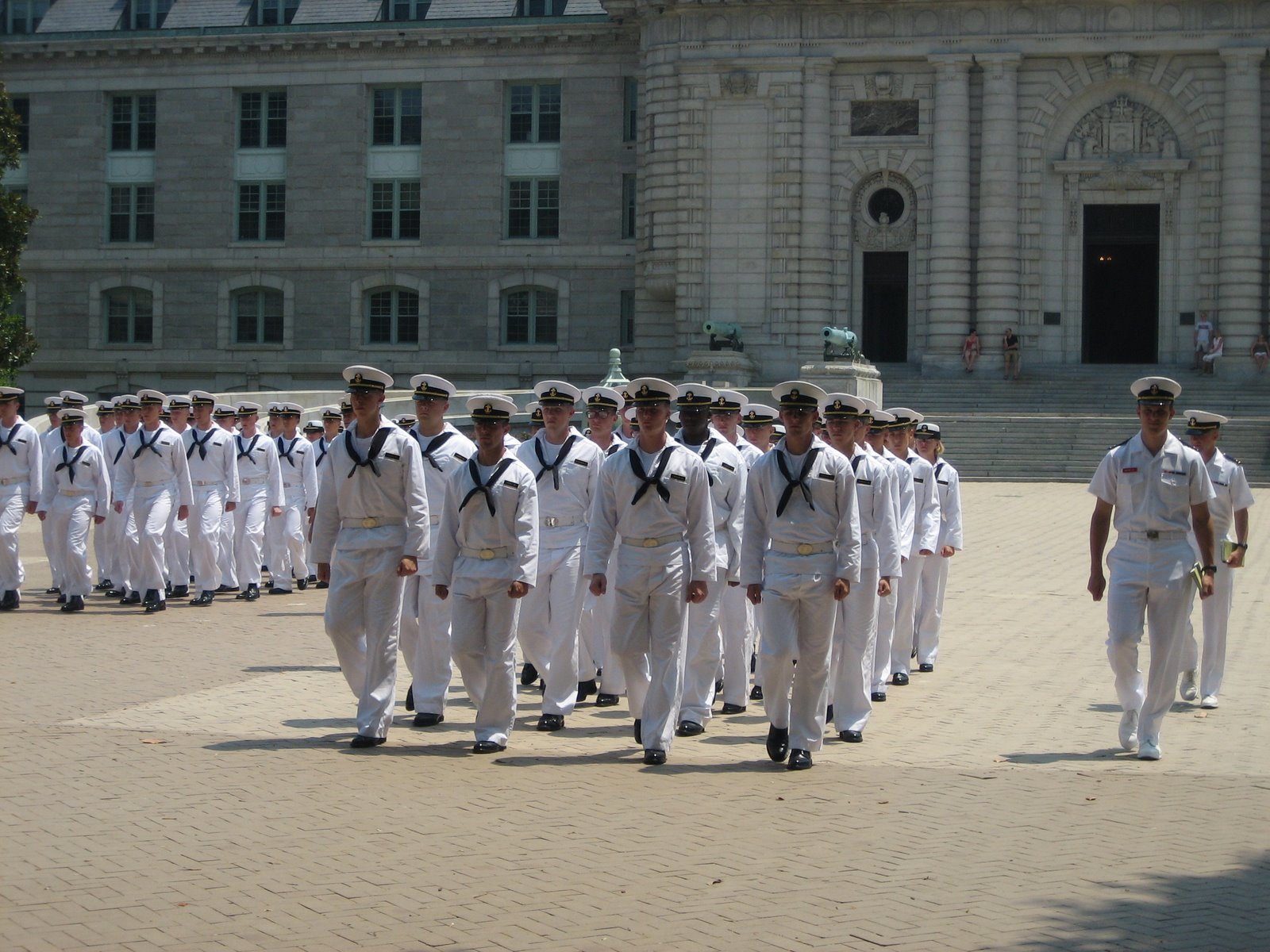
Марш курсантів-першокурсників («черпаків», або плебеїв plebes) перед Залою Банкрофта (Bancroft Hall) Військово-морської академії США, Аннаполіс (Меріленд, США), липень 2006 року.

Прийом курсантів до Академії відбувається здебільшого за рекомендаціями конгресменів США. Кожний конгресмен і віцепрезидент має у своєму розпорядженні по 5 місць в академії, на які він може порекомендувати одного чи декількох аплікантів. Крім того, є 170 місць для рядових флоту і корпусу морської піхоти, що проходять дійсну службу в армії, і ще 100 місць для дітей офіцерів, 65 місць для дітей військових, що загинули або отримали тяжкі поранення при виконанні своїх обов'язків (під час бойових дій).
Кожний аплікант має бути у віці від 17 до 23 років, не бути одруженим, не мати дітей, для жінок — не бути вагітною, і обов'язково мати добрі морально-вольові якості.
Викладацький склад академії представлений як цивільними, так і військовими. Майже всі цивільні викладачі мають науковий ступінь доктора філософії. Більшість військових викладачів мають магістерський ступінь.
На цей час в академії, як у багатьох вишах США, немає єдиної жорсткої програми навчання, і учні в праві вибирати одну з 21 таких спеціалізацій:
- Аерокосмічна техніка
- Арабська мова
- Хімія
- Китайська мова
- Інформатика
- Економіка
- Електроінженерія
- Англійська мова і література
- Інженерна справа
- Природничі науки
- Історія
- Інформаційні технології
- Математика
- Машинобудування
- Суднобудування
- Океанська техніка
- Океанографія
- Фізика
- Політологія
- Кількісна економіка
- Системотехніка

## Персоналії
- У 1873 р. академію закінчив Альберт Абрагам Майкельсон — перший американський фізик, удостоєний в 1907 році Нобелівської премії з фізики.